# Agressió sexual

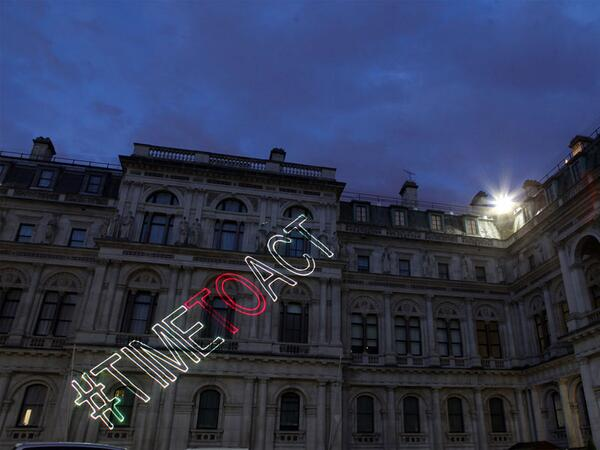
Cimera contra la violència sexual a Londres, 2014

L'agressió sexual és la vulneració de la llibertat sexual i integritat corporal d'una altra persona, en contra de la seva voluntat, mitjançant l'ús de la violència, la coerció o la intimidació.Segons la legislació de cada país, pot ser un delicte penal o civil. En el marc legislatiu internacional va significar un punt d'inflexió la resolució 1820 del Consell de Seguretat de l'ONU, promulgada el 2008, que estableix que «la violació i altres formes de violència sexual poden constituir un crim de guerra, un crim de lesa humanitat o un acte constitutiu quant al genocidi» i «destaca la necessitat que els crims de violència sexual quedin exclosos de les disposicions d'amnistia en el context dels processos de solució de conflictes».
És una forma de violència sexual, que inclou violació (penetració forçada penetració vaginal, anal o oral o agressió sexual facilitada per fàrmac), assetjament, abús sexual infantil o la tortura de la persona de manera sexual.
L'agressió sexual és constitutiva de delicte contra la llibertat sexual en moltes legislacions com és el cas de la legislació catalana i espanyola. El delicte s'agreuja i s'incrementen les penes quan la violència o intimidació es dona de forma degradant; quan la víctima és especialment vulnerable per edat, malaltia o situació i en qualsevol cas si és menor de 13 anys; si l'autor ha fet valdre contra la víctima una relació de superioritat o parentiu; si l'autor utilitza armes o mitjans especialment perillosos que pugui produir la mort o lesions com la pèrdua d'un òrgan o membre, d'un sentit, impotència, esterilitat o una greu deformitat o malaltia somàtica o psíquica.
El delicte protegeix la llibertat sexual de les persones, i inclou com a manifestació agreujada, la penetració sexual violenta no consentida (art. 179 CP), coneguda com a "violació", expressió que va ser eliminada del Codi Penal espanyol, igual que la seva condició de delicte autònom. L'aparició del delicte d '"agressió sexual" a Espanya, és part d'una tendència internacional de reforma de les denominacions i la manera d'organitzar conceptualment els anomenats "delictes sexuals", eliminant denominacions com "violació" i "estupre", així com el pes moral en perjudici de la víctima, de la penetració no consentida, entesa com a "assassinat moral" o "humiliació", present quan els delictes sexuals són entesos com un atac a la honestedat de les víctimes.
El delicte d'"agressió sexual" a Espanya, és equivalent al delicte desexual assault(atac sexual) als Estats Units, o al delicte d'"abús sexual" a l'Argentina.
El delicte d'"agressió sexual" a Espanya, es diferencia del delicte d'"abús sexual" (arts. 181 -182 CP): tots dos consisteixen en actes de contingut sexual no consentits, però mentre a l'"agressió sexual" hi ha violència o intimidació, a l'"abús sexual" no hi ha violència, ni intimidació.

## Descripció
El delicte d'"agressió sexual" al Codi Penal d'Espanya hi està tipificat en la seva forma bàsica en l'article 178:
| « | Qui atempti contra la llibertat sexual d'una altra persona, utilitzant violència o intimidació, serà castigat com a responsable d'agressió sexual amb la pena de presó d'un a cinc anys. | » |

El delicte està tipificat a partir de dos elements:
- Atemptar contra la llibertat sexual d'una altra persona, entesa a partir de la manca de consentiment;
- Violència o intimidació.

L'absència del segon requisit (violència o intimidació) transforma l'acte a "abús sexual".
L'agressió sexual té les següents manifestacions agreujades:
- Accés carnal per via vaginal, anal o bucal, o introducció de membres corporals o objectes per alguna de les dues primeres vies" (art. 179 CP);
- Degradant o vexatori (art. 180 CP);
- Dos o més autors (art. 180 CP);
- Víctima especialment vulnerable (art. 180 CP);
- Relació de superioritat o parentiu (art. 180 CP);
- Ús d'armes (art. 180 CP).

## Tipus

### Abús sexual a menors
Una definició de l'abús sexual infantil generalment acceptada és la proposada pel National Center of Child Abuse and Neglect (depenent del United States Department of Health and Human Services), el 1978: Contactes i interaccions entre un nen i un adult, quan l'adult (agressor) utilitza al nen per estimular-se sexualment ell mateix, al nen o a altra persona. L'abús sexual pot també ser comès per una persona menor de
18 anys, quan el perpetrador és significativament major que la víctima o quan l'agressor està en una posició de poder o control sobre el que és menor.
Els efectes de l'abús sexual infantil poden incloure la depressió, el trastorn per estrès posttraumàtic, l'ansietat, la propensió a una major victimització en l'edat adulta, i el dany físic per al nen, entre altres problemes. L'abús sexual per un membre de la família és una forma d'incest, i pot comportar en un trauma psíquic més seriós i de llarg termini, especialment en el cas de l'incest parental.
Molts països han criminalitzat els contactes sexuals entre professors o administradors de l'escola i els estudiants, fins i tot si l'alumne ha superat l'edat de consentiment.

### Violència domèstica
La violència domèstica és la violència o maltractament que es produeix a la llar o la família, per exemple envers els fills, els avis o el company sentimental.
La Violència física directa, que pot consistir en contacte físic no desitjat, cops, violacions i fins i tot l'assassinat.

### Agressions sexuals de gent gran
L'agressió sexual de gent gran és aprofitar-se sexualment de persones majors de 60 anys, la majoria de les quals presenten una disminució de la funcionalitat, la fragilitat i la debilitat i, per tant, depenen de persones cuidadores. Només el 30 per cent de les persones de 65 anys o més que són victimitzades denuncien l'assalt a la policia. Els assaltants més comuns són els cuidadors, els nens adults, els cònjuges i els residents de les instal·lacions.
Entre els signes que s'assalta un ancià s'inclouen un augment de llàgrimes vaginals, sagnat, contusió, infecció, lesions pèlviques, teixits tous o lesions òssies. A més, un estat d'ànim alterat pot ser un indici d'agressió sexual. Aquests símptomes inclouen agitació extrema, trastorn d'estrès posttraumàtic, atacs de pànic, ETS, agreujament de la malaltia existent, alteracions del son i temps de recuperació més llargs.

### Tocaments
En un context sexual  tocar a una altra persona de forma sexual d'una forma poc desitjada. El terme té una connotació negativa en moltes societats i es pot considerar l'activitat com a agressió sexual. Tocar el cos d'una persona que ho accepta durant l'activitat sexual, massatge o examen mèdic no se sol considerar que es molesti, tot i que de vegades pugui provocar malestar o ser considerat sexualment inadequat. Les àrees del cos més freqüentment incloses són les natges, mames, vulva i cuixa en una dona i el penis, testicles i natges a un home. Es pot considerar que els 'assetjadors' poden utilitzar les seves mans, però pressionar qualsevol part del cos contra una altra persona es pot considerar com a molesta.
El tocament de les dones que han estat realitzats per oficials, com ara agents de duana o de seguretat als aeroports, és controvertit, tot i que la majoria de les dones accepten de mala gana ser tocades d'aquesta forma i ho accepten com a fet de la vida moderna. Aquest comportament dels funcionaris públics requereix una autorització legal clara.

### Violació

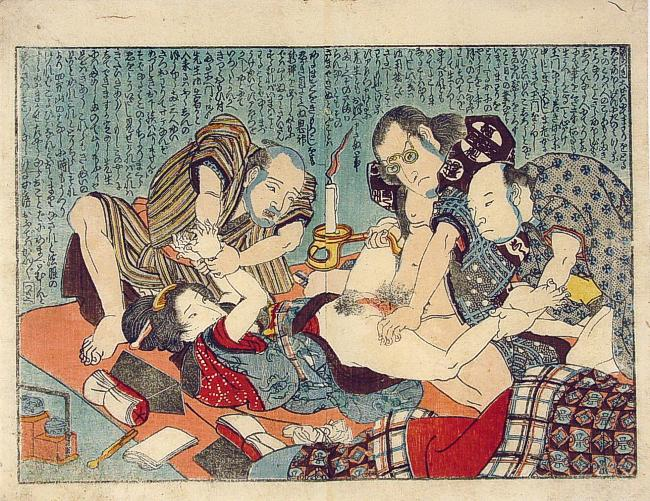
Violació

La violació és l'acte de mantenir relacions sexuals amb una altra persona sense el seu consentiment i, per tant, emprant la violència física, psicològica i emocional, usant mitjans que anul·lin el consentiment de la persona ofesa, o bé quan la persona ofesa no pot donar el seu consentiment, com el cas de menors d'edat o persones en estat d'inconsciència. A la majoria de codis penals actuals es considera un delicte greu que atempta contra els drets fonamentals de les persones.
Segons un informe de les Nacions Unides publicat en 2010 i un estudi de l'Organització Mundial de la Salut de 2017, la majoria de violacions són comeses per homes i la majoria de persones agredides són dones, amb la mateixa proporció existent per a les agressions sexuals i la violència domèstica.

### Assetjament sexual
L'assetjament sexual inclou una sèrie d'agressions des de molèsties a abusos seriosos que poden arribar a involucrar activitat sexual. Es considera a l'assetjament sexual com una forma de discriminació il·legal i és una forma d'abús sexual i psicològic.
Per tal que existeixi el delicte contra la llibertat sexual és necessari que el comportament assetjador provoqui a la víctima una situació molt intimidatòria, hostil o humiliant.
Ocorre típicament en el lloc de treball o altres ambients, docent, relació de serveis habituals, on posar objeccions o rebutjar pot tenir conseqüències negatives. En la llei d'ocupació dels Estats Units, està definit com a qualsevol interès o comportament sexual inoportú en el treball, tenint l'efecte de fer el lloc de treball intimidatori o hostil. L'assetjament sexual és considerat com una forma de discriminació il·legal i és una forma d'abús sexual i psicològic, en un rang entre lleus transgressions a seriosos abusos. De fet, alguns psicòlegs i treballadors socials opinen que l'assetjament sexual sever o crònic pot tenir els mateixos efectes psicològics en les víctimes que la violació o l'agressió sexual. La reacció violenta i les represàlies per denunciar l'assetjament sexual poden agreujar més els efectes. Per exemple, el 1995, Judith Coflin es va suïcidar després d'un assetjament sexual continuat per part dels seus caps i col·laboradors (la seva família va ser indemnitzada més tard amb 6 milions de dòlars per danys).
La definició d'assetjament sexual pot comprendre un ample ventall, depenent de l'opinió de cada individu respecte al que entén que pugui ser l'assetjament, duent a confusions. El terme fou acotat a la Universitat Cornell, el 1974. L'assetjament considerat com típic és el tocament indesitjat entre companys de treball, però a més engloba els comentaris sexuals, discussions sobre superioritat de sexe, les bromes sexuals, els favors sexuals per a aconseguir altres status laborals, etc., algunes empreses provoquen als seus empleats (després de conèixer que un company de treball es va queixar d'assetjament sexual) amb la intenció que canviïn de lloc de treball o ho abandonin, després de conèixer la capacitat d'aquest treballador, per enveja cap a ell o perquè aquesta plaça està prevista per un altre, encara que de vegades ho fan per a estudiar les seves reaccions. L'assetjament fora del lloc de treball també és considerat com a forma d'assetjament sexual.

### Agressió sexual massiva
Una agressió sexual massiva és una agressió sexual de dones, i de vegades de nens, en públic per grups d'homes no relacionats. Actuant normalment sota la coberta protectora de grans reunions, les víctimes han estat agafade i han estat despullades, apallissades, mossegades, penetrades i violades.

## Agressions sexuals a l'Estat Espanyol
L'any 2018, la  Direcció General de la Dona va desplegar una campanya aprofitant la temporada alta de festivals de música al territori valencià, instal·lant punts violeta on s'informa i s'atén "el públic dels esdeveniments en cas d'agressió sexual o violència masclista". Aquesta iniciativa ha tingut continuïtat i ara és habitual en les grans concentracions de gent l'existència de punts lila d'atenció a la dona.

## Efectes emocionals
A part de traumes físics, la violació i altres agressions sexuals sovint produeixen efectes emocionals a llarg termini, sobretot en víctimes infantils. Aquests poden incloure:
negació, indefensió apresa, genofòbia, ira, culpa, ansietat, vergonya, malsons, por, depressió, flashbacks, culpa, racionalització, estat d'ànim, adormiment, promiscuïtat, solitud, ansietat social, dificultat per confiar en un mateix o en altres persones, dificultat per concentrar-se. Ser víctima d'agressions sexuals pot comportar el desenvolupament de trastorn d'estrès posttraumàtic, adiccions, trastorn depressiu major o d'altres psicopatologies.
La família i els amics experimenten cicatrius emocionals que inclouen un fort desig de venjança, un desig de "solucionar" el problema i/o seguir endavant i una racionalització que "no va ser tan dolent". 

## Efectes físics
Si bé l'agressió sexual, inclosa la violació, pot provocar traumatisme físic, moltes persones que experimenten agressions sexuals no patiran cap lesió física. Mites de la violació suggereixen que la víctima estereotipada de la violència sexual és una jove maltractada. El problema central en molts casos de violació o d'altres agressions sexuals és si ambdues parts van consentir o no l'activitat sexual o si ambdues parts van tenir o no la capacitat per fer-ho. Així, no sempre es veu la força física que es tradueix en lesions físiques visibles. Aquest estereotip pot ser perjudicial perquè les persones que han patit una agressió sexual però que no tenen trauma físic poden estar menys inclinades a denunciar a les autoritats o a buscar atenció sanitària. No obstant això, les dones que van experimentar violació o violència física per part d'una parella eren més propenses a les persones que no havien experimentat aquesta violència per denunciar freqüents mals de cap, dolor crònic, dificultat per dormir, limitació d'activitats, mala salut física i mala salut mental.

## Efectes econòmics
A causa de la violació o l'agressió sexual o l'amenaça d'aquests, hi ha molts impactes resultants sobre els ingressos i el comerç a nivell macro. Cada agressió sexual (excloent el maltractament infantil) costa 5.100 dòlars en pèrdues tangibles (pèrdua de productivitat, assistència mèdica i de salut mental, serveis policials i d'incendis i danys a la propietat) més 81.400 dòlars en qualitat de vida perduda. Aquest problema s'ha tractat al Tribunal Suprem dels Estats Units. Segons la seva dissentació sobre el cas de la Cort Suprema dels Estats Units "EUA v. Morrison", Justice Souter va explicar que el 75% de les dones mai no van al cinema soles a la nit i gairebé el 50% no circularan en transport públic per por d'una violació o agressió sexual. També va declarar que menys de l'1% de les víctimes cobren danys i que el 50% de les dones perden el seu lloc de treball o abandonen després del trauma. El tribunal va dictaminar a "Estats Units v. Morrison"  que el Congrés no tenia l'autoritat per promulgar part de la Llei de violència contra les dones perquè no va tenir un impacte directe sobre el comerç.
L'agressió sexual també té efectes econòmics adversos per als supervivents a nivell micro. Per exemple, els supervivents d'agressions sexuals sovint requereixen el temps lliure de la feina < i afrontar les taxes d'atur augmentades. Els supervivents de violació per part d'una parella perden una mitjana de 69 dòlars diaris a causa del temps no remunerat de la feina. L'agressió sexual també està associat a nombroses conseqüències laborals negatives, com ara un temps de pagament no remunerat, una disminució del rendiment laboral, una pèrdua de feina i una incapacitat de treballar, cosa que pot comportar un menor guany per les victimes.